# Cosnac
Cosnac [konak] est une commune française située dans le sud-ouest du département de la Corrèze, en région Nouvelle-Aquitaine. Elle appartient à la Communauté d'agglomération du bassin de Brive. La commune se trouve juste à l'est de Brive-la-Gaillarde, sous-préfecture de la Corrèze, les deux communes étant limitrophes.
Ses habitants sont appelés les Cosnacois.

## Géographie
Commune de l'unité urbaine de Brive-la-Gaillarde, située dans le bassin de Brive-la-Gaillarde.

### Communes limitrophes
|                    | Malemort-sur-Corrèze | Dampniat, La Chapelle-aux-Brocs |
| Brive-la-Gaillarde | Cosnac               | Lanteuil                        |
| Jugeals-Nazareth   | Turenne              |                                 |

## Géologie
La commune de Cosnac s'inscrit dans le massif principal de forme rectangulaire situé au sud de Brive. Cette zone est délimitée au nord par la vallée de la Corrèze, à l'ouest par le versant gauche de la Courolle et au sud par une ligne Lissac — sud de Noailles — La Rougerie.
Ce massif est composé de trias inférieur avec des vestiges sommitaux du trias supérieur à l'état sporadique. C'est dans ce secteur que se trouve la plupart des stations préhistoriques.
Il existe également des failles géologiques de dislocation de terrains auxquelles peuvent correspondre des vallées assez profondes de couches triasiques caractérisées par des ruisseaux : le Pian et la Loyre, cette dernière rivière formant la limite communale à l'est et au nord-est.
Ainsi la présence de sable sédimentaire aggloméré provenant de la détérioration du Massif central a amené certains propriétaires à s'orienter vers l'exploitation du grès de carrière ou plus récemment du brasier (Rochelongue).
La superposition des terrains sur la partie sud de Cosnac pourrait se résumer avec une coupe partant de Combe longue passant par la vallée de Planchetorte pour finalement s’achever à Chèvres-Cujols. Tout d'abord, on remarquerait la présence d'un grès rouge permien puis d'un grès triasique gris, variolé. Ensuite viendrait les Lias, inférieur, moyen et supérieur, chaque niveau niveaux caractérisés par des distinctions de minéraux : grès sableux pour le Lias inférieur, argile verte ou le Lias moyen  et calcaire pour le Lias supérieur.
Certaines coupes de terrains comme celui du rond-point de Montplaisir offre un clair résumé des dépôts de l'époque du Lias au sud-ouest de la commune.

### Climat
Pour des articles plus généraux, voir Climat de la Nouvelle-Aquitaine et Climat de la Corrèze.
Historiquement, la commune est exposée à un climat océanique aquitain.  
En 2020, Météo-France publie une typologie des climats de la France métropolitaine dans laquelle la commune est dans une zone de transition entre le climat océanique altéré et le climat de montagne et est dans la région climatique Ouest et nord-ouest du Massif Central, caractérisée par une pluviométrie annuelle de 900 à 1 500 mm, maximale en automne et en hiver.
Pour la période 1971-2000, la température annuelle moyenne est de 12,3 °C, avec  une amplitude thermique annuelle de 15,5 °C. Le cumul annuel moyen de précipitations est de 1 052 mm, avec 12 jours de précipitations en janvier et 7,3 jours en juillet. Pour la période 1991-2020, la température moyenne annuelle observée sur la station météorologique la plus proche, située sur la commune de Brive-la-Gaillarde à 5 km à vol d'oiseau, est de 12,9 °C et le cumul annuel moyen de précipitations est de 903,9 mm,. Pour l'avenir, les paramètres climatiques de la commune estimés pour 2050 selon différents scénarios d’émission de gaz à effet de serre sont consultables sur un site dédié publié par Météo-France en novembre 2022.

## Urbanisme

### Typologie
Au 1er janvier 2024, Cosnac est catégorisée commune rurale à habitat dispersé, selon la nouvelle grille communale de densité à 7 niveaux définie par l'Insee en 2022.
Elle appartient à l'unité urbaine de Brive-la-Gaillarde, une agglomération inter-départementale dont elle est une commune de la banlieue,. Par ailleurs la commune fait partie de l'aire d'attraction de Brive-la-Gaillarde, dont elle est une commune de la couronne,. Cette aire, qui regroupe 80 communes, est catégorisée dans les aires de 50 000 à moins de 200 000 habitants,.

### Occupation des sols
L'occupation des sols de la commune, telle qu'elle ressort de la base de données européenne d’occupation biophysique des sols Corine Land Cover (CLC), est marquée par l'importance des territoires agricoles (52,5 % en 2018), en augmentation par rapport à 1990 (48,5 %). La répartition détaillée en 2018 est la suivante : 
forêts (40,8 %), prairies (28,9 %), zones agricoles hétérogènes (23,6 %), zones urbanisées (6,6 %).
L'évolution de l’occupation des sols de la commune et de ses infrastructures peut être observée sur les différentes représentations cartographiques du territoire : la carte de Cassini (XVIIIe siècle), la carte d'état-major (1820-1866) et les cartes ou photos aériennes de l'IGN pour la période actuelle (1950 à aujourd'hui).

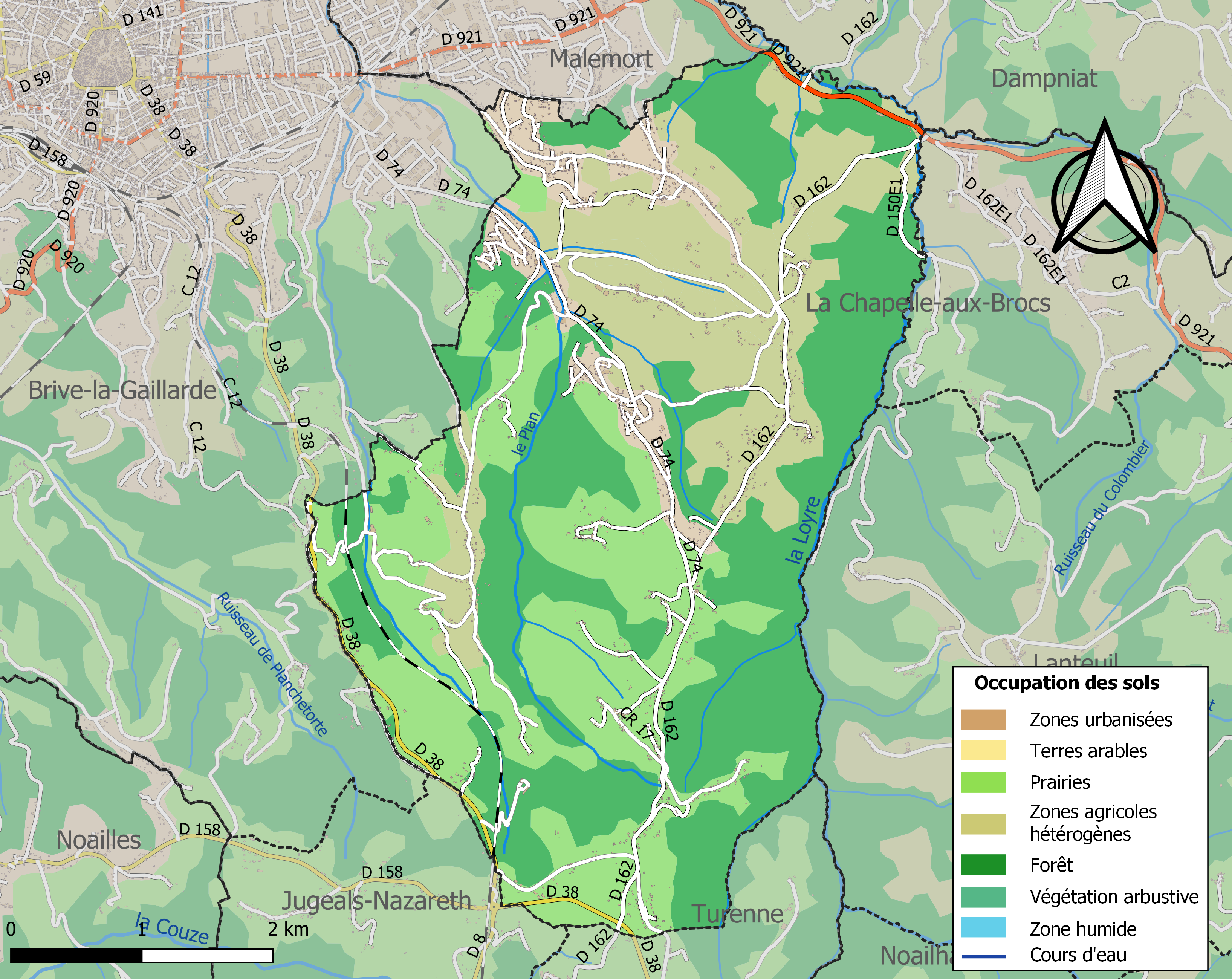
Carte des infrastructures et de l'occupation des sols de la commune en 2018 (CLC).

### Risques majeurs
Le territoire de la commune de Cosnac est vulnérable à différents aléas naturels : météorologiques (tempête, orage, neige, grand froid, canicule ou sécheresse), inondations, feux de forêts, mouvements de terrains et séisme (sismicité très faible). Il est également exposé à un risque particulier : le risque de radon. Un site publié par le BRGM permet d'évaluer simplement et rapidement les risques d'un bien localisé soit par son adresse soit par le numéro de sa parcelle.

#### Risques naturels
Certaines parties du territoire communal sont susceptibles d’être affectées par le risque d’inondation par débordement de cours d'eau, notamment la Loyre. La commune a été reconnue en état de catastrophe naturelle au titre des dommages causés par les inondations et coulées de boue survenues en 1982, 1999 et 2001,. Le risque inondation est pris en compte dans l'aménagement du territoire de la commune par le biais du plan de prévention des risques (PPR) inondation « Corrèze et affluents du bassin de Brive-la-Gaillarde », approuvé le 29 janvier 2019. 

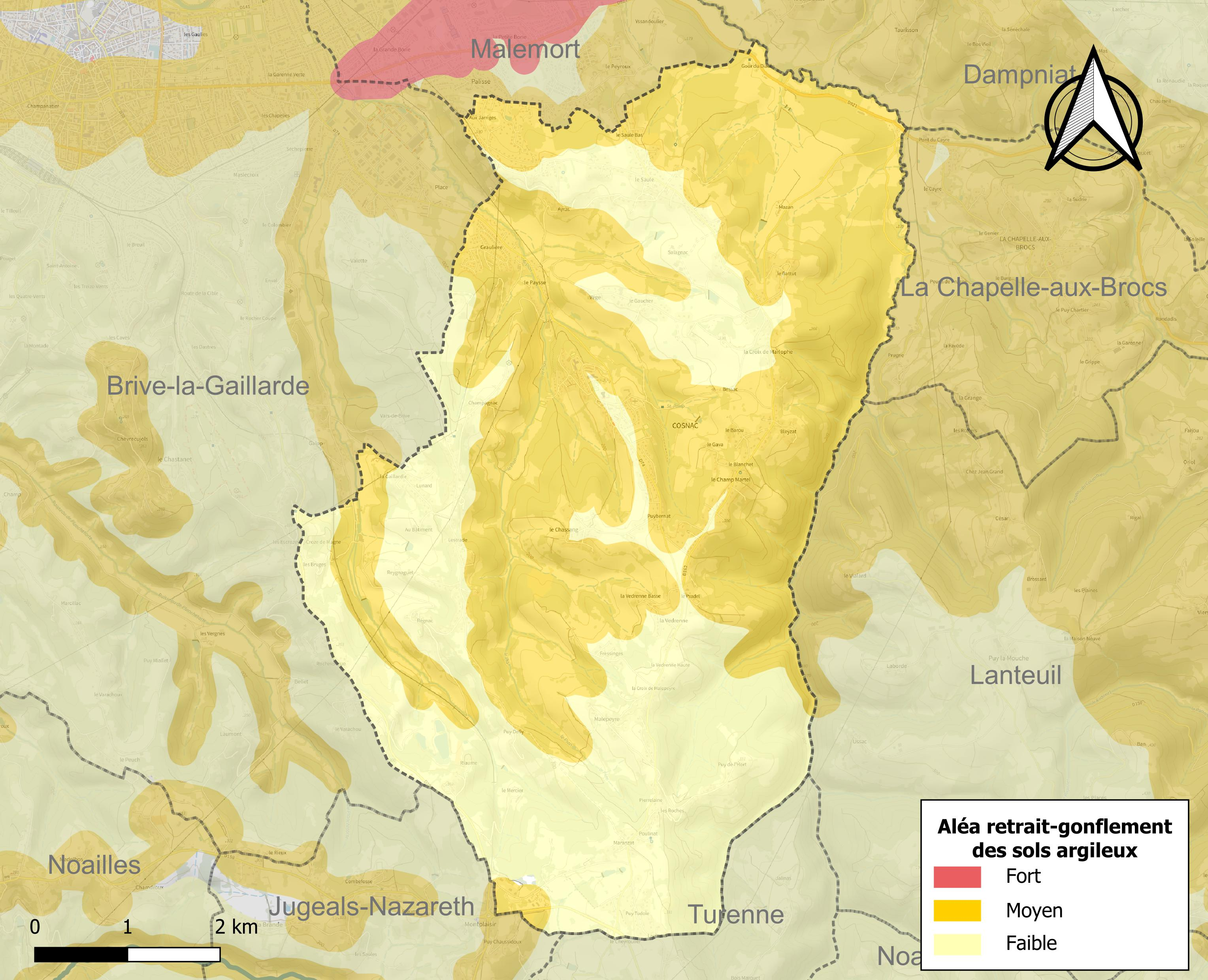
Carte des zones d'aléa retrait-gonflement des sols argileux de Cosnac.

La commune est vulnérable au risque de mouvements de terrains constitué principalement du retrait-gonflement des sols argileux. Cet aléa est susceptible d'engendrer des dommages importants aux bâtiments en cas d’alternance de périodes de sécheresse et de pluie. 59,2 % de la superficie communale est en aléa moyen ou fort (26,8 % au niveau départemental et 48,5 % au niveau national). Sur les 1 244 bâtiments dénombrés sur la commune en 2019,  659 sont en aléa moyen ou fort, soit 53 %, à comparer aux 36 % au niveau départemental et 54 % au niveau national. Une cartographie de l'exposition du territoire national au retrait gonflement des sols argileux est disponible sur le site du BRGM,.
Concernant les feux de forêt, aucun plan de prévention des risques incendie de forêt (PPRIF) n’a été établi en Corrèze, néanmoins le code de l’urbanisme impose la prise en compte des risques dans les documents d’urbanisme. Le périmètre des servitudes d'utilité publique et des zones d'obligation légale de débroussaillement pour les particuliers est quant à lui défini pour la commune dans une carte dédiée. 
Concernant les mouvements de terrains, la commune a été reconnue en état de catastrophe naturelle au titre des dommages causés par la sécheresse en 2018, 2019 et 2020 et par des mouvements de terrain en 1999.

#### Risque particulier
Dans plusieurs parties du territoire national, le radon, accumulé dans certains logements ou autres locaux, peut constituer une source significative d’exposition de la population aux rayonnements ionisants. Certaines communes du département sont concernées par le risque radon à un niveau plus ou moins élevé. Selon la classification de 2018, la commune de Cosnac est classée en zone 3, à savoir zone à potentiel radon significatif. 

## Histoire
L'occupation du sol sur la commune de Cosnac débute dès la Préhistoire. D'une occupation du sol saisonnière à une installation sédentaire, les hommes vont d'abord occuper plus clairement les limites sud de la commune.
En effet, une série d'abris sous roche fouillés dès les années 1945 puis abandonnés vers 1970, avec des épisodes de fouille clandestine, a été reconnue au lieu-dit Maranzat. L'abri de « Chez Jugie » constitue une très bonne stratigraphie portant sur le Mésolithique. Quelques éléments résiduels du Paléolithique moyen (Acheuléen) ont été retrouvés de manière fortuite à proximité de ces affleurements rocheux et plus généralement sur l'ensemble de la commune en situation de plateau.
Au lieu-dit Régnac, une pierre de grès blanc a été reconnue comme étant une périlithe de dolmen néolithique.
A priori aucune découverte portant sur l'âge du bronze ou du fer ne démontre une occupation sur la commune pour les chronologies protohistoriques.
Néanmoins une occupation romaine a elle aussi été révélée dans la partie sud de la commune avec la présence de plusieurs fours de tuilier. La présence d'une église au XIe siècle non découverte à ce jour laisse imaginer une persistance de l'habitat et la possible implantation d'une villa gallo-romaine sur le territoire communal ou à proximité directe.
L'étymologie du nom de la commune ramène également à un suffixe gallo-romain d'appartenance -acum devenu ac en langue d'oc.
L'origine du nom de cette commune vient de la Seigneurie Cosnac, à la fin du XIe siècle. L'implantation des seigneurs de Cosnac sur le territoire communal est aujourd'hui portée à réflexion avec la redécouverte de l'abri des Roches. Cette carrière troglodyte dans le sud de la commune, constitue un parallèle très intéressant avec les premières demeures aristocratiques à vocation défensive reconnues sous le terme de « roca » dans tout le sud de la France. La présence de sculptures anthropomorphes à même un pilier constitue un élément déterminant de cette analyse qui pourrait dater l'occupation de cette cavité du XIe siècle au XIIIe siècle.
De nombreuses autres cavités d'origine médiévale ont été retrouvées et fouillées sur le sud de la commune.
La famille de Cosnac doit sans doute asseoir son pouvoir en s'installant ensuite au cœur du bourg actuel en construisant une maison forte qui comprenait deux tours de guet et un donjon de 60 pieds de haut qui permettait les signaux entre Turenne, Malemort, Noailles et Yssandon. L'escalier central, la cheminée à colonnettes ainsi que les toilettes extérieures en saillie constituent des bons marqueurs chronologiques.
L'aile XIVe du château adossée à l'église a été complétée au XVIe siècle. Le château est encore rénové par la famille au début (1720) et à la fin du XVIIIe siècle (1767) comme l'attestent des marques au charbon de bois sur un linteau de cheminée retrouvées lors des restaurations en 2001. L'aile nord, entre sobriété des lignes, respect des proportions entre comble et façade en faible saillie, caractérise une annexe élaborée par le même architecte (Germain Boffrand, élève de Mansart) que l'actuelle sous-préfecture de Brive-la-Gaillarde (ancien hôtel des Cosnac) au milieu du XIXe siècle.
D'autres annexes comme un laboratoire pour vers à soie complétait les bâtiments agricoles à proximité du château (orangerie, vergers de muriers). L'actuel parc du château recelait quelques années auparavant des essences végétales agglomérées par la famille.
Tout au long de leur histoire familiale, les Cosnac ont notamment donné de nombreux dignitaires à l'Église ce qui faisait dire à Saint-Simon : « dans cette famille on est évêque de père en fils ».
En 1352, Bertrand, nonce du pape Clément VI en tant que trésorier de l'église participe à la construction du Palais des Papes à Avignon.
En 1530, Louis, en tant que premier écuyer de la reine et gentilhomme de François Ier, accompagne à Madrid le vicomte de Turenne (François de la Tour) pour signer le contrat de mariage entre François Ier et la sœur de Charles Quint, Eléonore.
Daniel de Cosnac (1628-1708) a été évêque de Valence et de Die puis archevêque d'Aix-en-Provence.
Sous la Révolution, pour suivre un décret de la Convention, Cosnac prit pour nom L'Égalité.

### Seigneurs de Cosnac
- Immon de Caunac (?-après 940)[22]
- Bernard de Cosnac[22]
- Israël de Cosnac (?-avant 1053)[22]
- Gérald de Cosnac fils puiné du précédent[22]
- Engalvin de Cosnac, chevalier, fils du précédent (?-Vers 1180)[22]
- Guillaume Ier de Cosnac, chevalier, seigneur de Cosnac, fils du précédent[22] vivait en 1200[23]
- Pierre de Cosnac, damoiseau, seigneur de Cosnac, fils du précédent, meurt sans héritier vers 1270.
- Hugues Ier de Cosnac, chevalier, seigneur de Cosnac, frère du précédent lui succède.
- Guillaume II de Cosnac, damoiseau, seigneur de Cosnac, fils du précédent
- Hugues II de Cosnac, chevalier, seigneur de Cosnac, de Malemort, Brive, Sainte-Féréole, fils du précédent (?-Après 1369)[24] ,[25]
- Jean de Cosnac, chevalier, seigneur de Cosnac, Chanoine de Bayeux et de Lombez, fils du précédent (avant 1345-après 1388)
- Raymond de Cosnac, chevalier, seigneur de Cosnac, fils du précédent (avant 1380-avant 1420)
- Hélie de Cosnac, seigneur de Cosnac, fils du précédent (vers 1405-après 1452)
- Pierre de Cosnac, seigneur de Cosnac et de Creysse, fils du précédent
- Guillaume III de Cosnac, chevalier, fils du précédent (?-après 1517)
- Louis de Cosnac, chevalier, seigneur de Cosnac, Linoyre et de Font-de-Meyraguet, fils du précédent (vers 1485-11 octobre 1532)
- Galiot de Cosnac, écuyer, seigneur de Cosnac, Linoyre, de Font-de-Meyraguet et de la Borderie, fils du précédent (?-après 1588)
- Annet de Cosnac, seigneur de Cosnac, Linoyre, Dampniat, Morioles, Creysse fils du précédent (après 1547-après 1597)
- Christophe de Cosnac, écuyer, seigneur de Cosnac, d'Espeyruc, de Genouillac, etc. fils du précédent (15 mai 1597-avant 1639)
- Claude de Cosnac, capitaine dans le régiment d'infanterie d'Armand de Cosnac, seigneur de Cosnac, d'Espeyruc, de Genouillac, etc. fils du précédent (6 août 1633-après 1708)
- Jean-Baptiste de Cosnac, chevalier, marquis de Cosnac, seigneur d'Espeyruc, La Guesle, Chariol, Saint-Rémy-sur-Thiers, Dampniat, Enval, etc. fils du précédent (25 mai 1665-après 1744)
- Gabriel Anne de Cosnac, comte de Cosnac, fils du précédent (31 octobre 1705-27 janvier 1755 à Beynat) chevalier de Saint-Louis
- Joseph Mathieu de Cosnac, vicomte de Cosnac, capitaine au régiment des chasseurs à cheval de Picardie, fils du précédent (23 septembre 1753 au château de Sabeau à Beynat-22 avril 1809)
- Gabriel Noël de Cosnac, vicomte de Cosnac, conseiller général de la Corrèze, fils du précédent (27 septembre 1791 à Beynat-1857)

## Politique et administration

### Liste des maires
| Période   | Période                   | Identité     | Étiquette | Qualité |
| --------- | ------------------------- | ------------ | --------- | --- |
| mars 2001 | mars 2008                 | Guy Lefebvre |           | Vice-président de la CA de Brive |
| mars 2008 | En cours (au 27 mai 2020) | Gérard Soler | DVD       | Employé Conseiller départemental de Brive-la-Gaillarde-3 (2015 → ) 1er vice-président de l'Agglo de Brive (2017 → ) Réélu en 2014 et 2020 |

### Politique environnementale
Dans son palmarès 2024, le Conseil national de villes et villages fleuris de France a attribué une fleur à la commune.

## Population et société

### Démographie
L'évolution du nombre d'habitants est connue à travers les recensements de la population effectués dans la commune depuis 1793. Pour les communes de moins de 10 000 habitants, une enquête de recensement portant sur toute la population est réalisée tous les cinq ans, les populations de référence des années intermédiaires étant quant à elles estimées par interpolation ou extrapolation. Pour la commune, le premier recensement exhaustif entrant dans le cadre du nouveau dispositif a été réalisé en 2006.

En 2022, la commune comptait 3 042 habitants, en évolution de +1,94 % par rapport à 2016 (Corrèze : −0,59 %, France hors Mayotte : +2,11 %).
| 1793 | 1800 | 1806 | 1821 | 1831 | 1836 | 1841 | 1846 | 1851 |
| ---- | ---- | ---- | ---- | ---- | ---- | ---- | ---- | ---- |
| 775  | 616  | 710  | 805  | 952  | 983  | 941  | 946  | 996  |

| 1856 | 1861  | 1866  | 1872 | 1876 | 1881 | 1886 | 1891 | 1896 |
| ---- | ----- | ----- | ---- | ---- | ---- | ---- | ---- | ---- |
| 997  | 1 170 | 1 002 | 920  | 923  | 896  | 820  | 822  | 811  |

| 1901 | 1906 | 1911 | 1921 | 1926 | 1931 | 1936 | 1946 | 1954 |
| ---- | ---- | ---- | ---- | ---- | ---- | ---- | ---- | ---- |
| 803  | 802  | 735  | 701  | 702  | 615  | 622  | 573  | 558  |

| 1962 | 1968 | 1975 | 1982  | 1990  | 1999  | 2006  | 2011  | 2016  |
| ---- | ---- | ---- | ----- | ----- | ----- | ----- | ----- | ----- |
| 590  | 592  | 819  | 1 452 | 1 962 | 2 340 | 2 788 | 2 929 | 2 984 |

| 2021  | 2022  | - | - | - | - | - | - | - |
| ----- | ----- | - | - | - | - | - | - | - |
| 3 026 | 3 042 | - | - | - | - | - | - | - |

### Enseignement
Cosnac dépend de l'Académie de Limoges. Les élèves de Cosnac débutent leur scolarité à l'école maternelle de la commune, puis dans son école primaire, qui accueille 161 enfants.

## Culture locale et patrimoine

### Lieux et monuments
- Les grottes de Maranzat,  habitées dès 10 000 ans avant J.-C.
- Les habitats troglodytes des Roches (encore habités) (XIe et XIIIe siècles).
- Le château de Cosnac (XIVe siècle) inscrit aux monuments historiques le 20 octobre 1987[34]: tapisseries de Van Eyck au Musée Labenche de Brive-La-Gaillarde.
- L'église Saint-Just (XIIe siècle), proche des églises sud-corréziennes du début et milieu du XIIe siècle. En effet, le chevet de l'église est parsemée de marques de tailleurs de pierre comme ses homologues religieuses des environs. Le clocher-mur reste une des caractéristiques de cette architecture religieuse qui déborde également sur les départements voisins. Elle est inscrite au titre des monuments historiques en 2024[35].
  - L'intérieur de l'église est marquée par une nette restructuration architectonique avec un piquetage des anciennes voûtes d'arête encore visibles aujourd'hui en négatif. Ce bâtiment ayant été rebâti au cours du XIXe siècle en blocs de grès blanc dans la partie du transept.
  - Le plafond de cette église est décoré d'une peinture de Rossi exécutée en 1836 à la suite de restauration en 1834. Il s'agit d'une peinture à l'italienne de 20,30 m sur 6,30 m réalisée en trompe-l'œil et représentant les thèmes du ciel et des apôtres.
- La chapelle funéraire des de Chalup et de Cosnac (XIXe siècle).
- Le camp d'entraînement militaire de Séchepierre (XXe siècle).
- La maison de naissance de Pierre-Jean-Georges Cabanis.

### Personnalités liées à la commune
- Pierre-Jean-Georges Cabanis (né à Cosnac en 1757 - mort à Seraincourt en 1808), médecin, physiologiste et philosophe.
- Daniel de Cosnac (1628-1708), homme d'Église du XVIIe siècle, archevêque d'Aix.
- Bertrand de Cosnac (v.1310-1374), évêque de Lombez, de Saint-Bertrand de Comminges puis de Tulle, juriste, trésorier et légat pontifical, cardinal au titre de Saint-Marcel (1371-1374), dit le cardinal de Comminges.
- Thérèse Menot (née à Cosnac en 1923), résistante déportée à Ravensbrück[36].

### Héraldique
| Blason de Cosnac | Blason  | D'argent semé de molettes de sable, au lion de même armé, lampassé et couronné de gueules brochant sur le tout. |
| Blason de Cosnac | Détails | Le statut officiel du blason reste à déterminer.                                                                |